# فلورنسيو موراليس راموس
فلورنسيو موراليس راموس (بالإنجليزية: Florencio Morales Ramos)‏ هو مغني أمريكي، ولد في 5 سبتمبر 1915 في كاغواس في الولايات المتحدة، وتوفي في 23 فبراير 1989 في ساليناس في الولايات المتحدة.

## وصلات خارجية
- فلورنسيو موراليس راموس على موقع ميوزك برينز (الإنجليزية)
- فلورنسيو موراليس راموس على موقع ميوزك برينز (الإنجليزية)